# Banks Lake South
 (septembre 2022).
Pour les articles homonymes, voir Banks.
Banks Lake South  est une census-designated place américaine de l'État de Washington dans le comté de Grant. 
La population était de 174 habitants en 2010.